# Adalbert I d'Ivrea
Adalbert I d'Ivrea (Torí 880 - 928/930) va ser marquès d'ivrea de 902 a 928/930. Era fill d'Anscari d'Ivrea i Volsia, filla del marquès de Susa.

## Vida
Anscari era tan important en la cort del rei Berenguer I d'Itàlia que l'any 900 el seu fill Adalbert es va casar amb Gisela de Friül (880-† 910), filla de Berenguer. Poc després del casament Berenguer va ser deposat pel rei de Provença i emperador, Lluís III el Cec, fill de Bosó de Provença, del qual Anscari havia estat conseller. Vers el 901 o 902 Adalbert II va succeir al seu pare però sense que consti l'ús del títol de marquès. El 902 Berenguer va capturar a Lluís i va recuperar el tron, encara que va deixar lliure a l'emperador amb la promesa que no tornaria. Però Lluís estava decidit a aconseguir el tron d'Itàlia i el 905 va tornar amb nous suports. Fins i tot Adalbert es va rebel·lar contra el seu sogre per donar suport a la causa de l'emperador. Però aquell mateix any Lluís va ser capturat i cegat per Berenguer, que es va titular emperador. Adalbert va haver de fugir a Borgonya.
A les terres d'origen del seu pare va esdevenir l'home de confiança del rei de Borgonya, Rodolf II. El 922 diversos magnats italians van demanar a Rodolf que intervingués contra Berenguer, i Adalbert va tornar a Itàlia, a reunir-se amb l'arquebisbe de Milà, Lambert, per defensar la causa de Rodolf. La campanya militar no va començar bé, però Adalbert va unir les seves forces a les de Rodolf, que també va anar personalment a Itàlia, i van aconseguir derrotar a Berenguer en la batalla de Firenzuola (29 de juliol del 923). Berenguer no sol va perdre la batalla, sinó que va ser destronat per Rodolf.
Al document de donació del Castelvecchio di Asti el 924 per part del rei Rodolfo i el vescomte Autbert, apareixen com testimonis Ermegarda i els fills d'Adalbert: Berenguer i Anscari. A l'esmentat document apareixen ambdós com incliniti comes ("comtes il·lustres"), el que indica que per a llavors ja havien estat investits amb algun comtat menor. Es creu que Berenguer havia rebut el govern de Torí i Anscari el d'Asti
El 28 de febrer de 926 apareix la primera menció expressa d'Adalbert com a marquès en un text que diu: Ego Adalberto gratia dei humilis marchio hic in Italia. Va morir entre 928 i 930.

## Descendència
Del seu matrimoni amb Gisela van néixer:
- Berenguer d'Ivrea, el seu successor.
- Berta, abadessa de Mòdena.
- Humbert II (907-967), marquès de Toscana.
- Obert I (910-975), comte d'Este (o marqués d'Este).

Vers el 914 Adalbert es va casar amb Ermegarda, filla d'Adalbert II el Ric (vers 875 - 915), marquès de Toscana i duc de Lucca, i de Berta, filla del rei Lotari II de Lotaríngia (835 -869). D'aquest matrimoni va néixer:
- Anscari (915-940), comte d'Asti 924-936 i Duc de Spoleto 924-940;
- Amadeu, comte de Pombia.